# Východoněmecká mužská volejbalová reprezentace
Východoněmecká volejbalová reprezentace mužů reprezentovala NDR na mezinárodních volejbalových akcích, jako je mistrovství světa nebo mistrovství Evropy.

## Mistrovství světa
| Rok/pořádající země   | Účast                           |
| --------------------- | ------------------------------- |
| MS 1949 ČSR           | Bez účasti                      |
| MS 1952 Sovětský svaz | Bez účasti                      |
| MS 1956 Francie       | 12. místo                       |
| MS 1960 Brazílie      | Bez účasti                      |
| MS 1962 Sovětský svaz | 11. místo                       |
| MS 1966 ČSSR          | 4. místo                        |
| MS 1970 Bulharsko     | Zlatá medaile                   |
| MS 1974 Mexiko        | 4. místo                        |
| MS 1978 Itálie        | 9. místo                        |
| MS 1982 Argentina     | 12. místo                       |
| MS 1986 Francie       | Bez účasti                      |
| MS 1990 Brazílie      | Bez účasti                      |
| Celkem                | Účast – 7× · – 1× · – 0× · – 0× |

## Mistrovství Evropy
| Rok/pořádající země | Účast                            |
| ------------------- | -------------------------------- |
| ME 1948 Itálie      | Bez účasti                       |
| ME 1950 Bulharsko   | Bez účasti                       |
| ME 1951 Francie     | Bez účasti                       |
| ME 1955 Rumunsko    | Bez účasti                       |
| ME 1958 ČSR         | 9. místo                         |
| ME 1963 Rumunsko    | 4. místo                         |
| ME 1967 Turecko     | 4. místo                         |
| ME 1971 Itálie      | 7. místo                         |
| ME 1975 Jugoslávie  | 9. místo                         |
| ME 1977 Finsko      | 9. místo                         |
| ME 1979 Francie     | 6. místo                         |
| ME 1981 Bulharsko   | 6. místo                         |
| ME 1983 NDR         | 6. místo                         |
| ME 1985 Nizozemsko  | Bez účasti                       |
| ME 1987 Belgie      | 9. místo                         |
| ME 1989 Švédsko     | Bez účasti                       |
| ME 1991 Německo     | Bez účasti                       |
| Celkem              | Účast – 10× · – 0× · – 0× · – 0× |

## Olympijské hry
| Rok/pořádající země  | Účast                           |
| -------------------- | ------------------------------- |
| LOH 1964 Tokio       | Bez účasti                      |
| LOH 1968 Mexico City | 4. místo                        |
| LOH 1972 Mnichov     | Stříbrná medaile                |
| LOH 1976 Montreal    | Bez účasti                      |
| LOH 1980 Moskva      | Bez účasti                      |
| LOH 1984 Los Angeles | Bez účasti                      |
| LOH 1988 Soul        | Bez účasti                      |
| Celkem               | Účast – 2× · – 0× · – 1× · – 0× |